# Compsobuthus somalilandus
Espèce
Compsobuthus somalilandus est une espèce de scorpions de la famille des Buthidae.

## Distribution
Cette espèce est endémique du Somaliland en Somalie. Elle se rencontre vers Berbera et Gerisa.

## Description
Le mâle holotype mesure 28 mm et la femelle paratype 32 mm.

## Étymologie
Son nom d'espèce lui a été donné en référence au lieu de sa découverte, le Somaliland.

## Publication originale
- Kovařík, 2012 : « Three New Species of Compsobuthus Vachon, 1949 from Yemen, Jordan, Israel, and Somaliland (Scorpiones:Buthidae). » Euscorpius, no 150, p. 1-10 (texte intégral).